# 武漢中心
座標: 北緯30度35分38秒 東経114度14分42秒 / 北緯30.59389度 東経114.24500度
武漢中心 (ぶかんちゅうしん、英語:Wuhan Center, wǔ hàn zhōng xīn, 中国語:武汉中心) は、中華人民共和国湖北省武漢に建つ超高層ビルである。武漢で最も高い建築物である。

## 概要
2009年に着工し、2019年に竣工した。2015年4月16日に最頂部に到達した。このビルは華中地域で最も高いビルであり、武漢に建つビルで初めて400m (1312 ft) を超えるビルとなった。